# Frittlingen
Frittlingen ist eine Gemeinde im Landkreis Tuttlingen in Baden-Württemberg. Sie liegt zwischen Rottweil und Tuttlingen.

## Geographie

### Geographische Lage
Frittlingen liegt unterhalb des Traufs der südwestlichen Schwäbischen Alb. Von Frittlingen aus sieht man den rund vier Kilometer entfernten Lemberg, die höchste Erhebung der Alb.

### Geologie
An einigen Stellen der Frittlinger Gemarkung wurden im braunen Jura oder Dogger viele große und schöne Fossilien gefunden, hauptsächlich Ammoniten.

### Nachbargemeinden
Die Gemeinde grenzt im Norden an Wellendingen im Landkreis Rottweil, im Osten an Gosheim, im Süden an Denkingen, Aldingen, den Weiler Neuhaus und Aixheim, welche beide eingemeindet sind nach Aldingen, sowie im Westen an den Ortsteil Neufra der Stadt Rottweil.

### Gemeindegliederung
Zur Gemeinde Frittlingen gehören das Dorf Frittlingen und die seit 1802 bestehenden Häuser Michelhölzle.

### Schutzgebiete
Im äußersten Nordosten hat Frittlingen einen kleinen Anteil am Vogelschutzgebiet Südwestalb und Oberes Donautal. Außerdem gehört Frittlingen zum Naturpark Obere Donau.

## Geschichte

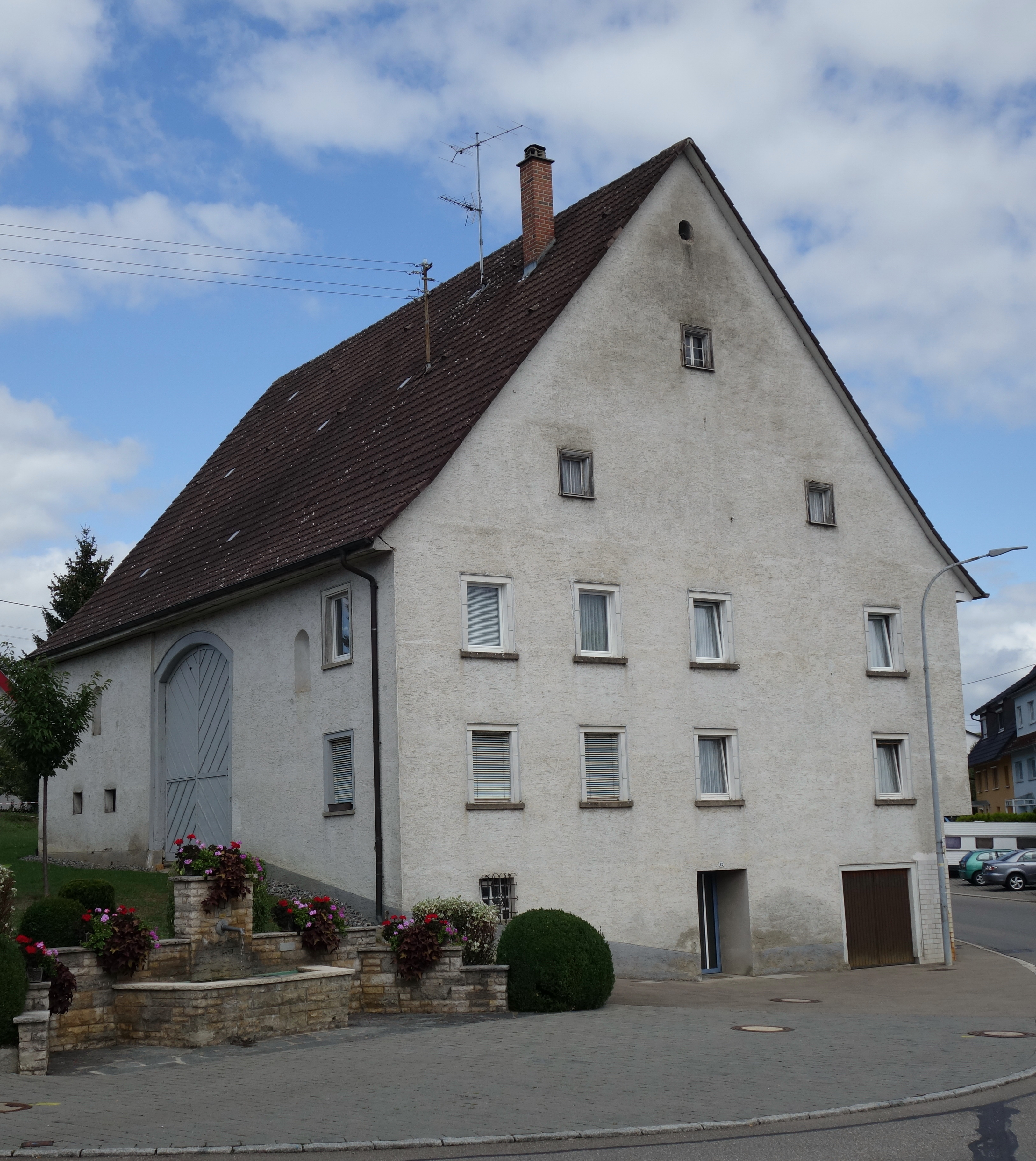
Zehntscheuer

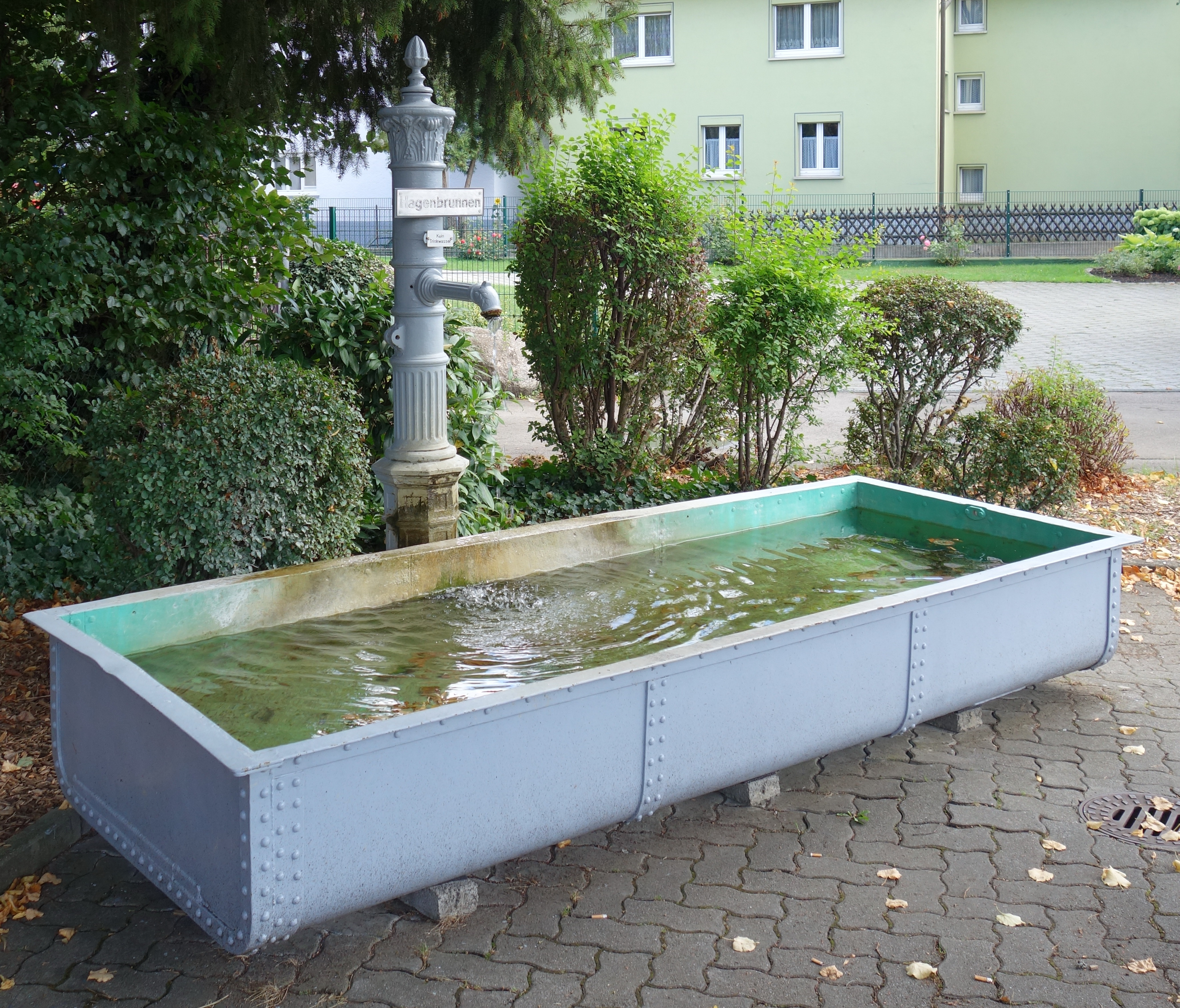
Hagenbrunnen

### Mittelalter
Erstmals erwähnt wurde Frittlingen im Jahr 797 in einer Urkunde des Klosters St. Gallen. Teile des Ortes kamen in den Besitz der Ritter von Schildeck einige Teile gehörten diversen Klöstern. Ab 1306 hatte das Kloster Rottenmünster Besitzungen im Ort. Auch der Herrschaft Konzenberg gehörte ein Teil Frittlingens, der 1411, beziehungsweise endgültig 1623 an das Kloster Rottenmünster kam.

### Neuzeit
Nachdem die Klöster säkularisiert waren, wurde Frittlingen 1803 Teil von Württemberg. Im 1806 gegründeten Königreich Württemberg wurde der Ort dem Oberamt Spaichingen zugeordnet. Im Zuge der Gebietsreform von 1938 während der NS-Zeit in Württemberg gelangte Frittlingen zum Landkreis Tuttlingen. 1945 wurde Frittlingen Teil der Französischen Besatzungszone und kam somit zum Nachkriegsland Württemberg-Hohenzollern, welches 1952 im Land Baden-Württemberg aufging.

## Politik
Die Gemeinde ist Mitglied der Vereinbarten Verwaltungsgemeinschaft der Stadt Spaichingen. Mit den benachbarten Gemeinden Aldingen, Denkingen, Deisslingen und Wellendingen hat sie sich zur "Nachhaltigkeitsregion FÜNF G" zusammengeschlossen, die ein gemeinsames Klimaschutzkonzept verfolgt und bei Planungen und Projekten einen besonderen Wert auf nachhaltige Lösungen (z. B. Verwendung von Baumaterialien, Energieeffizienz und-einsparung, Synergieeffekte) legt. Der Vorsitz dieser "N!Region" wechselt jährlich zwischen diesen Gemeinden.

### Gemeinderat
Der Gemeinderat in Frittlingen besteht aus den 10 ehrenamtlichen Gemeinderäten und dem Bürgermeister als Vorsitzendem. Der Bürgermeister ist im Gemeinderat stimmberechtigt. Bei der Kommunalwahl am 9. Juni 2024 wurde der Gemeinderat durch Mehrheitswahl gewählt. Mehrheitswahl findet statt, wenn kein oder nur ein Wahlvorschlag eingereicht wurde. Die Bewerber mit den höchsten Stimmenzahlen sind dann gewählt. Die Wahlbeteiligung betrug 62,23 %.

### Bürgermeister
Seit 1. März 2018 ist Dominic Butz Bürgermeister von Frittlingen. Er wurde am 3. Dezember 2017 mit 82,8 % der abgegebenen, gültigen Stimmen bei einer Wahlbeteiligung von 61,75 % zum neuen Bürgermeister der Gemeinde Frittlingen gewählt.

## Kultur und Sehenswürdigkeiten
Die Kommune hat sich dem Tourismusverband „Donaubergland“ angeschlossen.

### Bauwerke

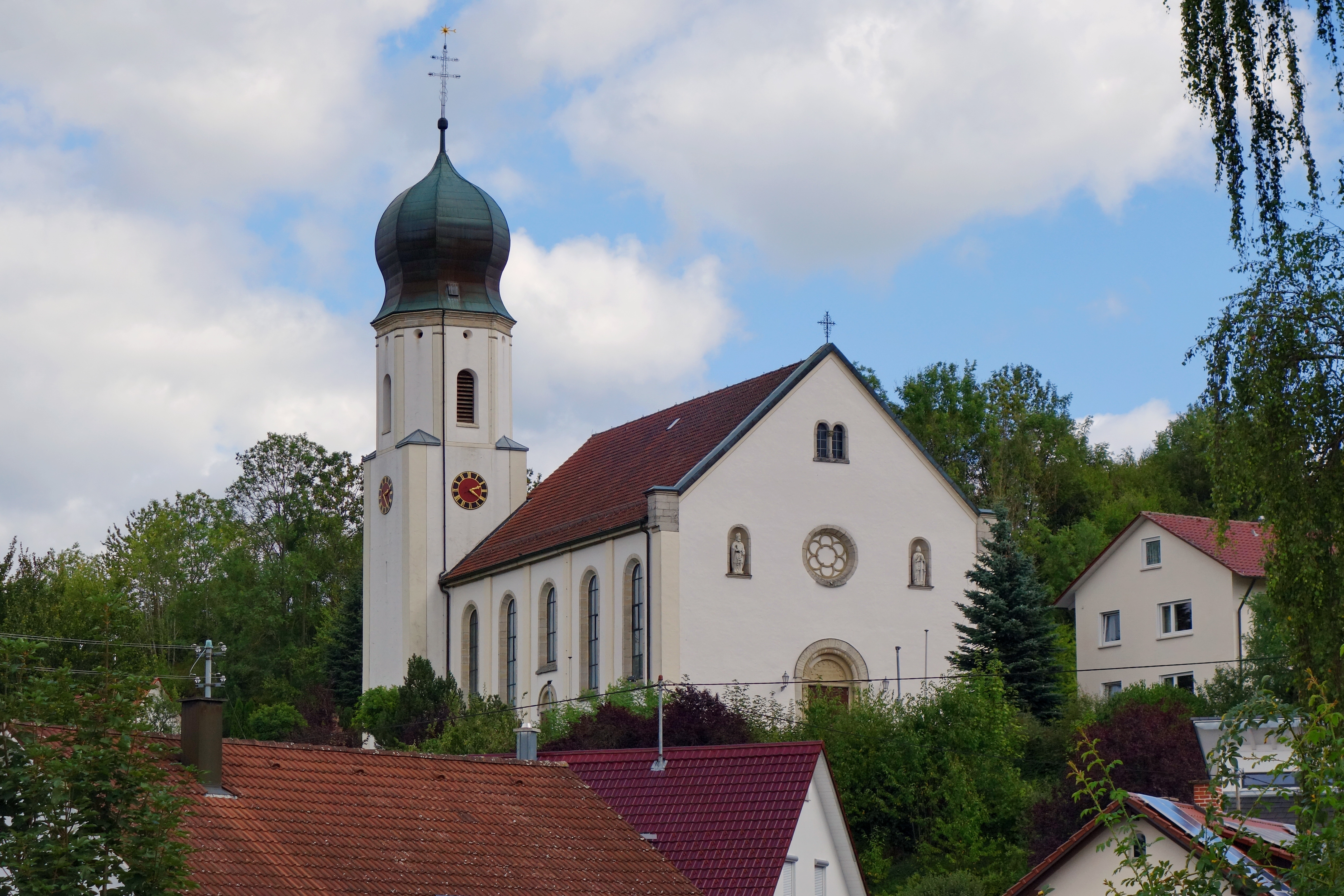
Die Kirche St. Hyppolit und Kassian

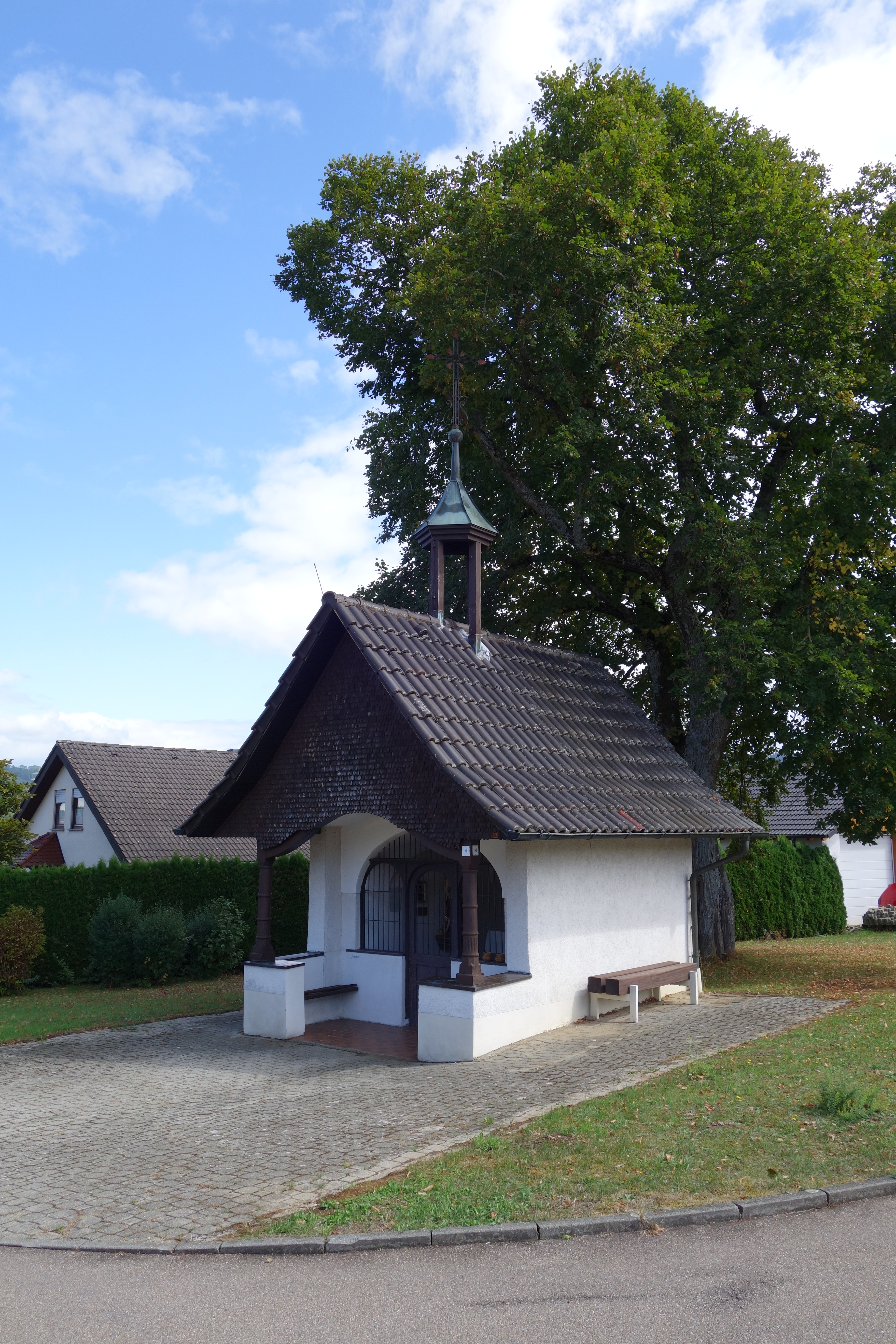
Öschkapelle

- Katholische Pfarrkirche St. Hippolyt und Kassian, vermutlich im 15. Jahrhundert erbaut, 1876–1878 Neubau des Kirchenschiffes
- Dorfgemeinschaftshaus, 1998 Umbau der ehemaligen Pfarrscheuer
- Leintalhalle, erbaut 2007–2009

### Fasnet

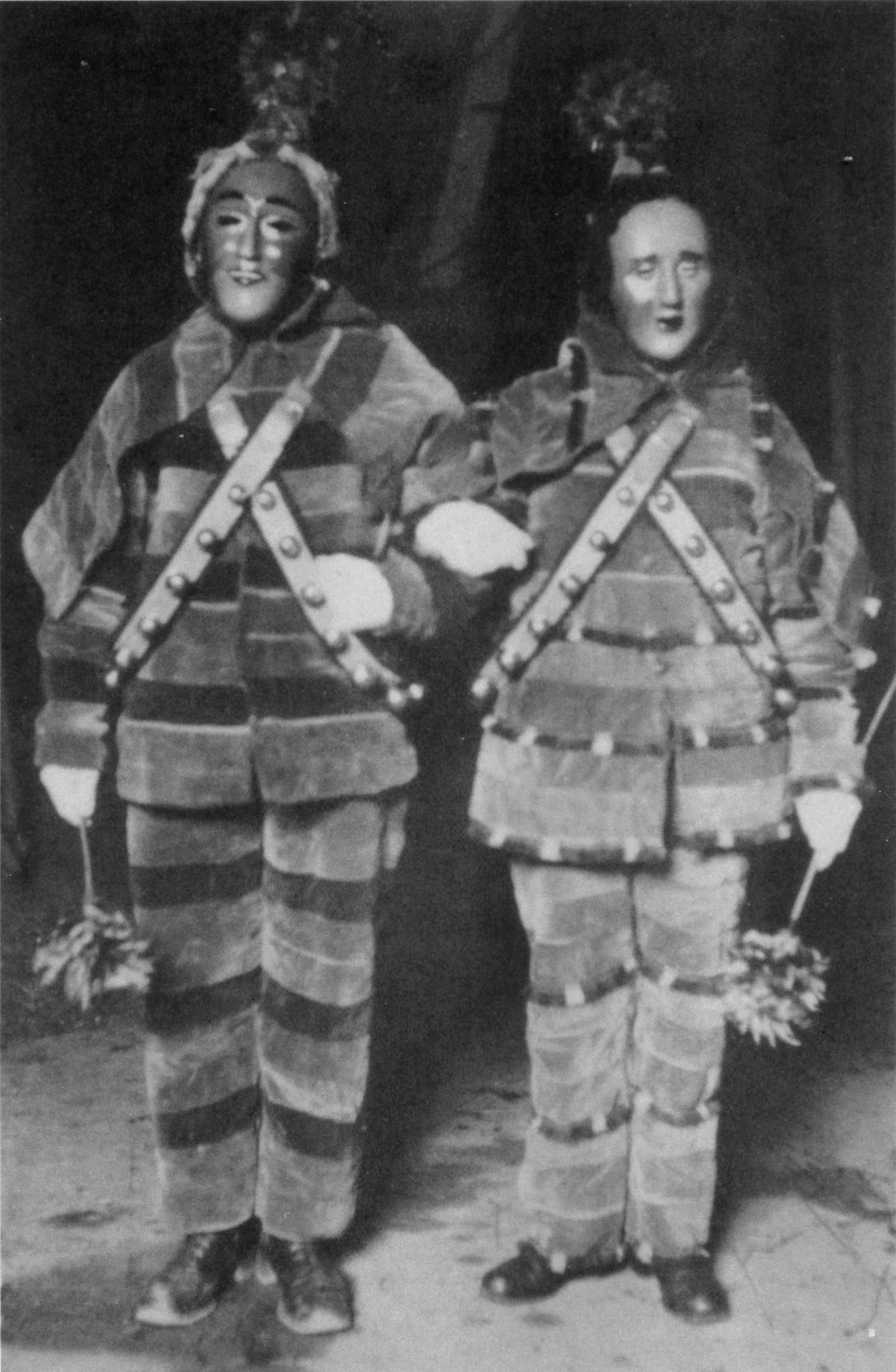
Das älteste Foto von der Frittlinger Fasnet stammt von 1900 und zeigt zwei Narren.

In Frittlingen wird die traditionelle schwäbisch-alemannische Fasnet gefeiert. Die 1936 gegründete Narrenzunft Frittlingen veranstaltet einen Kinderumzug und zwei weitere Fasnetsumzüge. Die Bürgermeisterabsetzung, ein Bunter Abend und eine Kinderbescherung ergänzen das Fasnetsprogramm. Zur Narrenzunft gehören die Narrenfiguren „Frittlinger Narr“ (der in Frittlingen auf das Jahr 1798 zurückgeführt wird) und „Kratta-Weib“ (von 1986) sowie die Einzelfiguren „Benna-Rössle“ (eine Pferdeattrappe) mit Treibern, „Polizist“ und „Schnappesel“. Die Narrenzunft Frittlingen ist Mitglied im „Narrenfreundschaftsring Schwarzwald-Baar-Heuberg“.

## Wirtschaft und Infrastruktur
In der Gemeinde existieren metallverarbeitende Kleinbetriebe mit den Schwerpunkten Chirurgie- und Feinmechanik sowie Aluminiumbearbeitung.

### Verkehr
Der Ort liegt rund 15 Kilometer von der Bundesautobahn 81 entfernt.

### Bildung
- Leintalschule (Grundschule)

## Trivia
1593 wurde Hans Schlieffer von Frittlingen in Rottweil durch Rädern hingerichtet und verbrannt. Der Rat der Stadt Rottweil hat am 15. April 2015 einen Beschluss zur sozialethisch-moralischen Rehabilitierung der Opfer der Hexenprozesse gefasst.